# Guy Roux

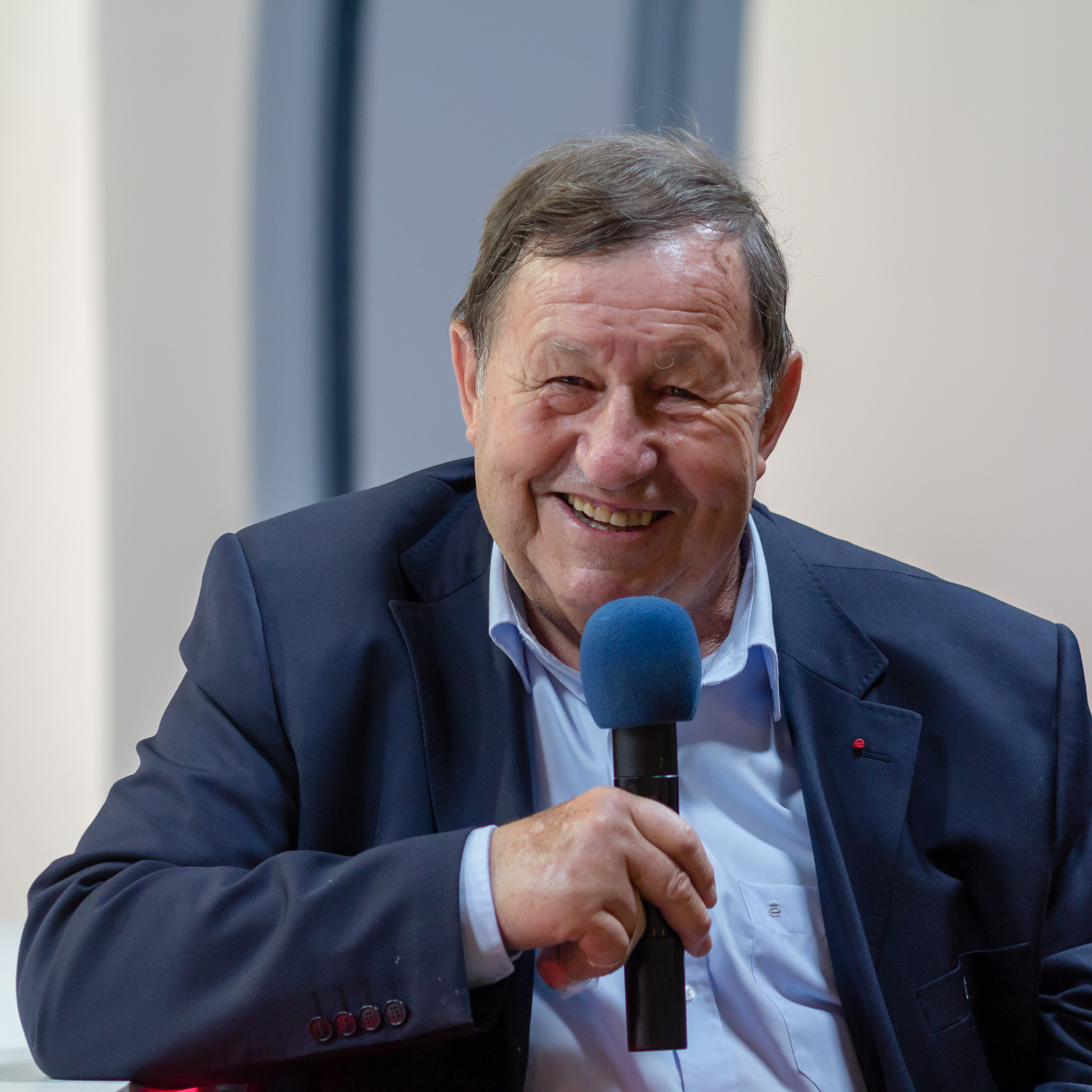
Guy Roux

Guy Roux (Colmar, 18 de outubro de 1938) é um ex-treinador e ex-futebolista francês que atuava como meio-campista, conhecido por comandar o Auxerre por mais de 40 anos, transformando um time amador em um time profissional, ficando conhecido mundialmente por isso.

## Carreira

### Como jogador
Entre 1954 e 1961, Roux teve uma carreira modesta como jogador tendo atuado como meio-campista pelo Auxerre, Limoges e Stade Poitevin.

### Como treinador
Ainda em 1961, Roux decidiu voltar ao Auxerre, que por falta de opções, decidiu contratá-lo como jogador-treinador. Na época, o clube disputava a "Division d'Honneur", então a divisão mais baixa do futebol francês. Sem talento nos gramados, Roux preferiu abandonar de vez a carreira de jogador para ser apenas treinador a partir de 1964.
Sob seu comando, o Auxerre conquistou resultados de destaque, inicialmente com a promoção à Championnat National (terceira divisão) e pouco depois, ascendeu à Ligue 2. Em 1979, Roux conquistou seu primeiro grande feito: levou o Auxerre à final da Copa da França, mas foi apenas no ano seguinte que o AJA à Ligue 1, onde permaneceria por 32 anos.
Os maiores êxitos de Roux no comando do Auxerre foram justamente na Copa da França, tendo conquistado 4 títulos (1994, 1996, 2003 e 2005). Em 2000, após 36 anos ininterruptos, ele deixa o cargo para exercer funções administrativas, mas voltou no ano seguinte, uma vez que seu antecessor, Daniel Rolland, não repetiu o mesmo destaque de Roux, que permaneceu por mais quatro anos antes de encerrar a carreira pela primeira vez, em 2005, alternando entre o trabalho na direção-esportiva do AJA e as funções de comentarista.
Porém, em junho de 2007, o veterano treinador foi convencido a retomar as atividades, agora para substituir Francis Gillot no Lens. Porém, sua passagem nos Sang et Or durou apenas 4 jogos (duas derrotas e dois empates), culminando em sua demissão. Logo após deixar o clube, Roux decidiu se aposentar em definitivo. É o treinador com o maior número de jogos na Ligue 1: 894.

## Títulos
Auxerre
- Campeonato Francês: 1995-96
- Ligue 2: 1979-80
- Copa da França: 1994-95, 1995-96, 2002-03 e 2004-05
- Taça Intertoto da UEFA: 1997
- Coppa delle Alpi: 1985, 1987

- 1Nota: Somando-se todas as competições disputadas pelo Auxerre sob o comando de Roux, o treinador esteve presente em mais de 1500 partidas.